# Central Tejo (vida obrera)
La vida obrera a la Central Tejo es refereix al component humà, la mà d'obra, que feia funcionar la Central Tejo i, conseqüentment, que va fer evolucionar l'electricitat a la ciutat de Lisboa. Els que posaren en marxa tota la maquinària i que treballaren dia i nit perquè aquesta no es detingués mai.
Ja que el consum elèctric era continu, les calderes tampoc no podien mai descansar. Així, va ser necessari un sistema de tres torns rotatius, de 00.00 a 8.00, de 8.00 a 16.00 i de 16.00 a 00.00, que feia, si més no, una necessitat continua de personal treballant. A més d'això, degut als successius augments de potència i a les ampliacions i construccions de la central, també es va fer imprescindible contractar més i més treballadors, principalment en temps de guerra. En la dècada del 1940, hi havia prop de 550 operaris treballant en tots els racons, des dels més experimentats a d'altres sense formació.

## Divisió del treball
Tindre tanta mà d'obra en un mateix establiment fabril de gran complexitat va comportar una necessària estructuració laboral i una estricta divisió del treball, la qual estava subdividida en cada sala on, alhora, es trobaven juxtaposats els treballs més durs amb d'altres més suportables. Ni cal dir que aquell que treballava al davant d'una caldera sofria molt més que aquell que, per exemple, estava controlant-la des de la taula de control.
A la Central Tejo hi havia prop de quaranta-cinc tipus de treball diversificats arreu de la fàbrica i dels tallers; des dels Alcochetanos, és a dir, els encarregats de descàrrega del carbó, fins als electricistes de la subestació passant pels chegadors o els fusters.
A grans trets, els treballs especialitzats que es localitzaven a la central eren:
- Plaça del Carbó. Es trobaven els treballadors de descàrrega i distribució del carbó. El personal que descarregava el carbó des dels vaixells, contractats periòdicament per a aquest treball, eren anomenats Alcochetanos (ja que provenien d'Alcochete, a l'altra ribera de l'estuari del Tajo), que el transportaven i amuntonaven en grans piles en la plaça. Ja allí, els treballadors de la central situats en la plaça del carbó, el distribuïen cap al circuit de les calderes. En un dia normal de feina, hi havia prop de setze persones en cada torn, que es dividien en encarregats, transportistes, manutenció de maquinària, i personal de control dels sinfíns i de la bàscula.

- Sala de Calderes. És aquella que més personal ocupava de tot el conjunt de la central: noranta persones entre les 8 del matí i les cinc de la vesprada i, prop a la trentena, la resta d'hores del dia. La divisió de treball es feia més acurada que a la resta, ja que, aquí, cada treball era determinant per assegurar el bon funcionament de les calderes. Un enginyer en cap supervisava les calderes, després hi havia d'altres per davall d'ell. Ja en les calderes es trobava el "cap del foc" (cabo-fogueiro), el qual controlava des de la taula de comandament la fabricació del vapor; el vice cabo-fogueiro, que el controlava des de dalt de la caldera; el foguer que vigilava la qualitat del foc a peu de caldera; i el chegador (paraula antiga portuguesa que significa empenyedor), el qual se situava darrere la caldera per empènyer les cendres i el carbó al tapet d'aquesta.

- A sota de les calderes, també anomenats cinzeiros (cendrers), es trobaven els treballadors d'extracció de cendres del carbó, la seua funció era recollir i dur la cendra que queia de les calderes cap a la plaça del carbó.

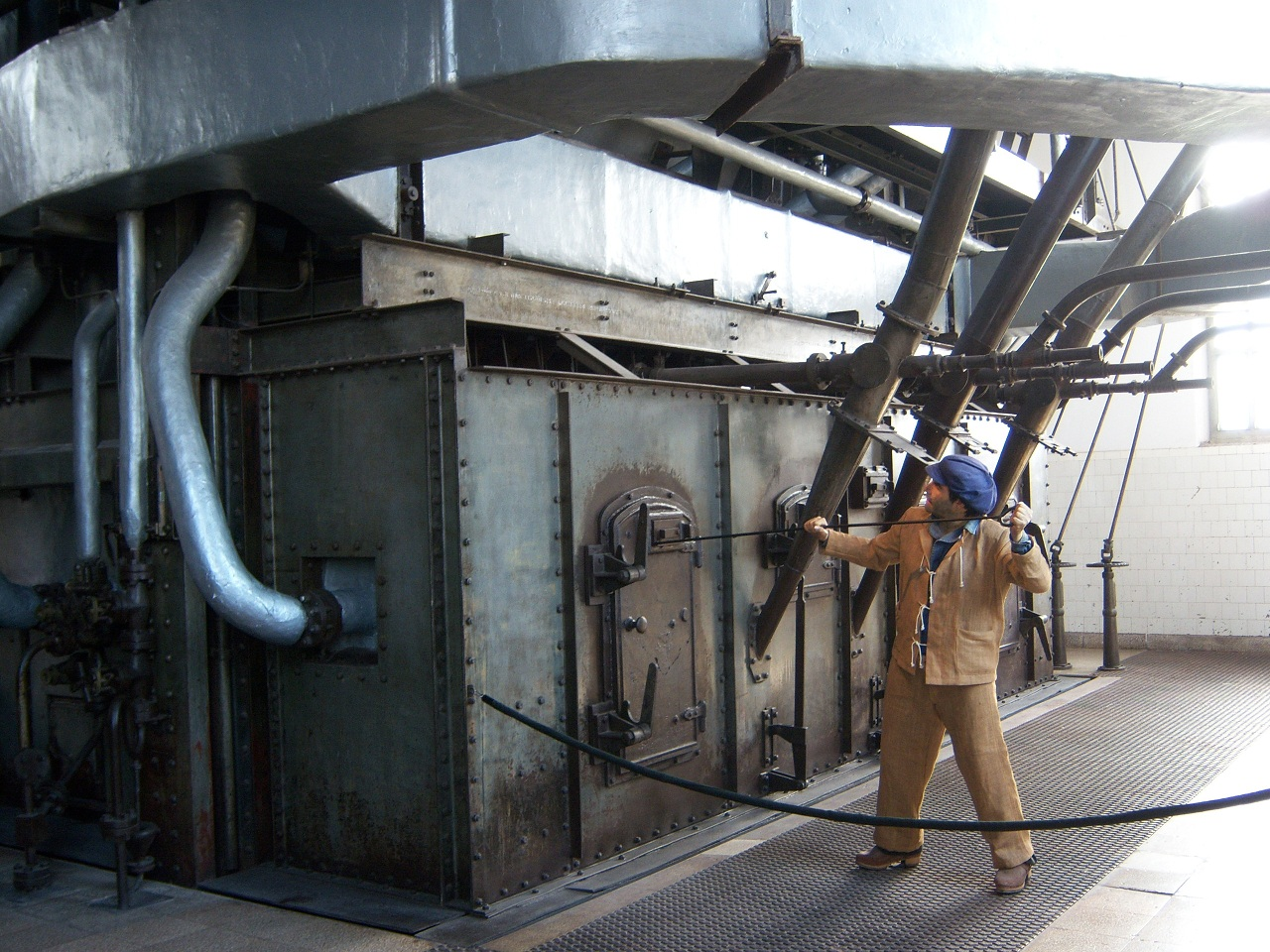
Maniquí del fogoner (en portuguès, chegador) empentant el carbó en la part posterior d'una de les calderes d'alta pressió.

- A la Sala de Màquines i dels Auxiliars es trobava el personal més qualificat de la central, ja que, i sense menysprear als sofridors treballadors del foc, la diferència de posada en marxa d'una caldera al control dels turboalternadors generadors d'energia i la maquinària auxiliar és enorme. Aquí treballaven unes quinze persones al llarg del dia entre enginyers tècnics, maquinistes (encarregats de la sala), controladors de les màquines, depuradors (responsables de la depuració de les aigües), netejadors i fusters metàl·liques, dedicats a la manutenció.

- A la Subestació s'hi troben els electricistes encarregats de la conducció de la subestació i de tot el seu entramat elèctric com transformadors, disjuntors, etc.

- Finalment s'hi troben les activitats complementàries a la producció, com el laboratori, els tallers, l'oficina de disseny i els magatzems. Al taller d'electricitat s'encarregaven de la manutenció de totes les infraestructures elèctriques de la central; així mateix, els fusters i forjadors realitzaven motlles, mobiliari i les més variades peces per als treballs de la central. En tots els tallers i oficines la jornada laboral s'estabilitzava de les huit del matí fins a les cinc de la vesprada treballant unes cinquanta persones en total.

- A més, també hi existia el personal de seguretat (quatre persones per torn) i els treballadors dels despatxos, encarregats de les tasques administratives.

## Condicions laborals
Les condicions laborals dels treballadors dels operaris de la Central Tejo (així com de qualsevol central termoelèctrica de l'època) no eren de fet fàcils; el seu treball era d'una gran duresa, no tant com el treball miner, però sí amb una mala qualitat de vida.
No obstant això, dintre de la mateixa central n'hi existien de "pitjors" i de "millors": descàrrega de carbó, treball al davant de la caldera, recull de cendra, neteja dels canals de refrigeració i dels cinzeiros, etc. Sens dubte, els treballs més penosos eren els realitzats pels chegadors, foguers i descarregadors de cendra als cinzerios o, cosa que és el mateix, els que es trobaven maniobrant directament a les calderes.
A peu de les calderes es trobaven els foguers, encarregats de supervisar i controlar els nivells de carbó al tapet de combustió mitjançant l'obertura i el moviment de les sitges, distribuir regularment el carbó, així com moure amb major o menor velocitat l'esmentat tapet. A la part posterior de la caldera estaven els chegadors, els quals empenyien el carbó no cremat des de les portes d'aquesta banda. El treball era duríssim, dels pitjor de tota la central, ja que s'havia de suportar la calor intensa de tota la sala al davant d'una boca de forn, incrementant la calor a nivells extrems i respirant constantment pols i espurnes que desprenia el carbó.
Però pitjor era, si més no, el treball realitzat sota les calderes, a la zona dels cinzeiros. La tasca dels recollidors de cendra era la més penosa de totes; en una atmosfera amb les temperatures més elevades de tota la central, plena de gasos i d'escòria i cendres encara incandescents, els operaris havien de recollir aquestes cendres, moltes vegades manualment, degut a les freqüents avaries d'expulsió, així com transportar-les a la plaça del carbó amb carretons on seran deixades a la sitja de les cendres. Aquest transport cap a l'exterior incrementava, encara més, les ja degradades condicions laborals d'aquestes persones, pel contrast atmosfèric entre l'exterior i l'interior de la sala de calderes.
És per això que, aquests tres grups de treballadors mereixen un incís especial, perquè el seu treball, esforç i, moltes vegades, amb risc de la seua pròpia vida, van fer possible produir una energia que ells mateixos no gaudien; gràcies a ells, i a la resta, va ser possible que arribara l'electricitat a les fàbriques de Lisboa i a la burgesia del barris més nobles de la ciutat.

## Aspectes socials
Les Companhias Reunidas de Gás e Electricidade (CRGE) van realitzar una gran política social per als seus treballadors; això no és d'estranyar, ja que aquesta companyia era una de les majors del país i portava al seu càrrec més de quatre mil treballadors arreu de Portugal. Entre les obres socials més importants realitzades a Lisboa es trobaren:
- Construcció del Barri Social de Camarão da Ajuda a finals de la dècada de 1940.
- Creació d'escoles tant per als fills dels treballadors com per a ells mateixos. Allí s'impartien classes per als xiquets, i formació tècnica i alfabetització per als adults.
- Creació d'ambulatoris i centres de salut per a les famílies obreres